# Amblystegiaceae
Amblystegiaceae (Kindb., 1885) è una famiglia di muschi dell'ordine Hypnales.

## Distribuzione e habitat
La famiglia ha una distribuzione cosmopolita essendo presente in tutti i continenti compresa l'Antartide. 

## Tassonomia
La famiglia comprende 139 specie nei seguenti generi:
- Amblystegium Schimp., 1853
- Anacamptodon Brid., 1819
- Arvernella Hugonnot & Hedenäs, 2015
- Bryostreimannia Ochyra, 1991
- Campylium (Sull.) Spruce, 1867
- Campylophyllopsis W.R.Buck, 2009
- Campylophyllum (Schimp.) M.Fleisch., 1914
- Conardia H.Rob., 1976
- Cratoneuron (Sull.) Spruce, 1867
- Cratoneuropsis (Broth.) M.Fleisch., 1923
- Drepanium (Schimp.) Spruce, 1867
- Drepanocladus (Müll. Hal.) G.Roth, 1899
- Gradsteinia Ochyra, 1990
- Hygroamblystegium Loeske, 1903
- Hygrohypnum Lindb., 1872
- Jankuceraea Ignatov & Ignatova, 2022
- Kandaea Jan Kučera & Hedenäs, 2020
- Koponenia Ochyra, 1985
- Larrainia W.R.Buck, 2015
- Leptodictyum (Schimp.) Warnst., 1906
- Limbella (Müll. Hal.) Renauld & Cardot, 1899
- Microamblystegium Fedosov, Ignatova & Jan Kučera, 2021
- Microhypnum Jan Kučera & Ignatov, 2019
- Palustriella Ochyra, 1989
- Pictus C.C.Towns., 1982
- Platyhypnum Loeske, 1911
- Pseudoamblystegium Vanderp. & Hedenäs, 2009
- Pseudocampylium Vanderp. & Hedenäs,2009
- Sasaokaea Broth., 1929
- Serpoleskea (Hampe ex Limpr.) Loeske, 1905
- Tomentypnum Loeske, 1911
- Vittia Ochyra, 1987

Sono inoltre noti i seguenti generi fossili
- † Protoochyraea Ignatov, 1990
- † Sciaromiadelphus Abramova & I.I.Abramov, 1967